# Atletismo nos Jogos Olímpicos de Verão de 2012
As competições de atletismo nos Jogos Olímpicos de Verão de 2012 foram realizadas entre entre 3 e 12 de agosto. Vinte e quatro eventos masculinos e vinte e três femininos foram disputados. Todas as provas de pista e campo realizaram-se no Estádio Olímpico de Londres, enquanto que a maratona e a marcha atlética tiveram seus percursos iniciados e finalizados no The Mall.
Os homens competiram em 24 eventos e as mulheres em 23, sendo os 50 quilômetros de marcha atlética a única prova sem a versão feminina. Os 110 metros com barreiras e o decatlo masculino são equivalentes aos 100 metros com barreiras e o heptatlo feminino, respectivamente.

## Calendário
| Julho/Agosto | 25 | 26 | 27 | 28 | 29 | 30 | 31 | 1 | 2 | 3 | 4 | 5 | 6 | 7 | 8 | 9 | 10 | 11 | 12 |
| ------------ | -- | -- | -- | -- | -- | -- | -- | - | - | - | - | - | - | - | - | - | -- | -- | -- |
| Atletismo    |    |    |    |    |    |    |    |   |   | 2 | 6 | 6 | 5 | 4 | 6 | 3 | 6  | 8  | 1  |

|  | Dia de competição |  | Dia de final |

## Medalhistas
Masculino
| Evento                              | Ouro                                                                              | Ouro      | Prata                                                                                     | Prata     | Bronze                                                                              | Bronze    |
| ----------------------------------- | --------------------------------------------------------------------------------- | --------- | ----------------------------------------------------------------------------------------- | --------- | ----------------------------------------------------------------------------------- | --------- |
| 100 metros detalhes                 | Usain Bolt JAM Jamaica                                                            | 9s63      | Yohan Blake JAM Jamaica                                                                   | 9s75      | Justin Gatlin USA Estados Unidos                                                    | 9s79      |
| 200 metros detalhes                 | Usain Bolt JAM Jamaica                                                            | 19s32     | Yohan Blake JAM Jamaica                                                                   | 19s44     | Warren Weir JAM Jamaica                                                             | 19s84     |
| 400 metros detalhes                 | Kirani James GRN Granada                                                          | 43s94     | Luguelín Santos DOM República Dominicana                                                  | 44s46     | Lalonde Gordon TRI Trinidad e Tobago                                                | 44s52     |
| 800 metros detalhes                 | David Rudisha KEN Quênia                                                          | 1m40s91   | Nijel Amos BOT Botsuana                                                                   | 1m41s73   | Timothy Kitum KEN Quênia                                                            | 1m42s53   |
| 1500 metros detalhes                | Taoufik Makhloufi ALG Argélia                                                     | 3m34s08   | Leonel Manzano USA Estados Unidos                                                         | 3m34s79   | Abdalaati Iguider MAR Marrocos                                                      | 3m35s13   |
| 5000 metros detalhes                | Mo Farah GBR Grã-Bretanha                                                         | 13m41s66  | Dejen Gebremeskel ETH Etiópia                                                             | 13m41s98  | Thomas Longosiwa KEN Quênia                                                         | 13m42s36  |
| 10000 metros detalhes               | Mo Farah GBR Grã-Bretanha                                                         | 27m30s42  | Galen Rupp USA Estados Unidos                                                             | 27m30s90  | Tariku Bekele ETH Etiópia                                                           | 27m31s43  |
| 4x100 metros detalhes               | Nesta Carter Michael Frater Yohan Blake Usain Bolt Kemar Bailey-Cole* JAM Jamaica | 36s84     | Keston Bledman Marc Burns Emmanuel Callender Richard Thompson TRI Trinidad e Tobago       | 38s12     | Jimmy Vicaut Christophe Lemaitre Pierre-Alexis Pessonneaux Ronald Pognon FRA França | 38s16     |
| 4x400 metros detalhes               | Chris Brown Demetrius Pinder Michael Mathieu Ramon Miller BAH Bahamas             | 2m56s72   | Bryshon Nellum Joshua Mance Tony McQuay Angelo Taylor Manteo Mitchell* USA Estados Unidos | 2m57s05   | Lalonde Gordon Jarrin Solomon Ade Alleyne-Forte Deon Lendore TRI Trinidad e Tobago  | 2m59s40   |
| 110 metros com barreiras detalhes   | Aries Merritt USA Estados Unidos                                                  | 12s92     | Jason Richardson USA Estados Unidos                                                       | 13s04     | Hansle Parchment JAM Jamaica                                                        | 13s12     |
| 400 metros com barreiras detalhes   | Félix Sánchez DOM República Dominicana                                            | 47s63     | Michael Tinsley USA Estados Unidos                                                        | 47s91     | Javier Culson PRI Porto Rico                                                        | 48s10     |
| 3000 metros com obstáculos detalhes | Ezekiel Kemboi KEN Quênia                                                         | 8m18s56   | Mahiedine Mekhissi-Benabbad FRA França                                                    | 8m19s08   | Abel Mutai KEN Quênia                                                               | 8m19s73   |
| 20 km marcha atlética detalhes      | Chen Ding CHN China                                                               | 1h18m46s  | Erick Barrondo GUA Guatemala                                                              | 1h18m57s  | Wang Zhen CHN China                                                                 | 1h19m25s  |
| 50 km marcha atlética detalhes      | Jared Tallent AUS Austrália                                                       | 3h36m53s  | Si Tianfeng CHN China                                                                     | 3h37m16s  | Robert Heffernan IRL Irlanda                                                        | 3h37m54s  |
| Maratona detalhes                   | Stephen Kiprotich UGA Uganda                                                      | 2h08m01   | Abel Kirui KEN Quênia                                                                     | 2h08m27   | Wilson Kiprotich KEN Quênia                                                         | 2h09m37   |
| Salto em distância detalhes         | Greg Rutherford GBR Grã-Bretanha                                                  | 8,31 m    | Mitchell Watt AUS Austrália                                                               | 8,16 m    | Will Claye USA Estados Unidos                                                       | 8,12 m    |
| Salto triplo detalhes               | Christian Taylor USA Estados Unidos                                               | 17,81 m   | Will Claye USA Estados Unidos                                                             | 17,62 m   | Fabrizio Donato ITA Itália                                                          | 17,48 m   |
| Salto em altura detalhes            | Erik Kynard USA Estados Unidos                                                    | 2,33 m    | Mutaz Essa Barshim QAT Catar Derek Drouin CAN Canadá Robert Grabarz GBR Grã-Bretanha      | 2,29 m    | nenhum                                                                              |           |
| Salto com vara detalhes             | Renaud Lavillenie FRA França                                                      | 5,97 m    | Björn Otto GER Alemanha                                                                   | 5,91 m    | Raphael Holzdeppe GER Alemanha                                                      | 5,91 m    |
| Arremesso de peso detalhes          | Tomasz Majewski POL Polônia                                                       | 21,89 m   | David Storl GER Alemanha                                                                  | 21,86 m   | Reese Hoffa USA Estados Unidos                                                      | 21,23 m   |
| Lançamento de disco detalhes        | Robert Harting GER Alemanha                                                       | 68,27 m   | Ehsan Hadadi IRN Irã                                                                      | 68,18 m   | Gerd Kanter EST Estônia                                                             | 68,03 m   |
| Lançamento de dardo detalhes        | Keshorn Walcott TRI Trinidad e Tobago                                             | 84,58 m   | Antti Ruuskanen FIN Finlândia                                                             | 84,12 m   | Vítězslav Veselý CZE República Checa                                                | 83,34 m   |
| Lançamento de martelo detalhes      | Krisztián Pars HUN Hungria                                                        | 80,59 m   | Primož Kozmus SLO Eslovênia                                                               | 79,36 m   | Koji Murofushi JPN Japão                                                            | 78,71 m   |
| Decatlo detalhes                    | Ashton Eaton USA Estados Unidos                                                   | 8869 pts. | Trey Hardee USA Estados Unidos                                                            | 8671 pts. | Leonel Suárez CUB Cuba                                                              | 8523 pts. |

Feminino
| Evento                              | Ouro | Ouro      | Prata | Prata     | Bronze                                                                     | Bronze    |
| ----------------------------------- | --- | --------- | --- | --------- | -------------------------------------------------------------------------- | --------- |
| 100 metros detalhes                 | Shelly-Ann Fraser-Pryce JAM Jamaica                                                                                | 10s75     | Carmelita Jeter USA Estados Unidos | 10s78     | Veronica Campbell-Brown JAM Jamaica                                        | 10s81     |
| 200 metros detalhes                 | Allyson Felix USA Estados Unidos                                                                                   | 21s88     | Shelly-Ann Fraser-Pryce JAM Jamaica | 22s09     | Carmelita Jeter USA Estados Unidos                                         | 22s14     |
| 400 metros detalhes                 | Sanya Richards-Ross USA Estados Unidos                                                                             | 49s55     | Christine Ohuruogu GBR Grã-Bretanha | 49s70     | DeeDee Trotter USA Estados Unidos                                          | 49s72     |
| 800 metros detalhes                 | Caster Semenya RSA África do Sul                                                                                   | 1m57s23   | Pamela Jelimo KEN Quênia | 1m57s59   | Alysia Montaño USA Estados Unidos                                          | 1m57s93   |
| 1500 metros detalhes                | Maryam Yusuf Jamal BRN Bahrein                                                                                     | 4m10s74   | Abeba Aregawi ETH Etiópia | 4m11s03   | Shannon Rowbury USA Estados Unidos                                         | 4m11s26   |
| 5000 metros detalhes                | Meseret Defar ETH Etiópia                                                                                          | 15m04s25  | Vivian Cheruiyot KEN Quênia | 15m04s73  | Tirunesh Dibaba ETH Etiópia                                                | 15m05s15  |
| 10000 metros detalhes               | Tirunesh Dibaba ETH Etiópia                                                                                        | 30m20s75  | Sally Kipyego KEN Quênia | 30m26s37  | Vivian Cheruiyot KEN Quênia                                                | 30m30s44  |
| 4x100 metros detalhes               | Tianna Madison Allyson Felix Bianca Knight Carmelita Jeter Jeneba Tarmoh* Lauryn Williams* USA Estados Unidos      | 40s82     | Shelly-Ann Fraser-Pryce Sherone Simpson Veronica Campbell-Brown Kerron Stewart Samantha Henry-Robinson* Schillonie Calvert* JAM Jamaica | 41s41     | Olesya Povh Hrystyna Stuy Mariya Ryemyen Elyzaveta Bryzgina UKR Ucrânia    | 42s04     |
| 4x400 metros detalhes               | DeeDee Trotter Allyson Felix Francena McCorory Sanya Richards-Ross Keshia Baker* Diamond Dixon* USA Estados Unidos | 3m16s87   | Christine Day Rosemarie Whyte Shericka Williams Novlene Williams-Mills Shereefa Lloyd* JAM Jamaica                                      | 3m20s95   | Alina Lohvynenko Olha Zemlyak Hanna Yaroshchuk Nataliya Pyhyda UKR Ucrânia | 3m23s57   |
| 100 metros com barreiras detalhes   | Sally Pearson AUS Austrália                                                                                        | 12s35     | Dawn Harper USA Estados Unidos | 12s37     | Kellie Wells USA Estados Unidos                                            | 12s48     |
| 400 metros com barreiras detalhes   | Lashinda Demus USA Estados Unidos                                                                                  | 52s77     | Zuzana Hejnová CZE República Checa | 53s38     | Kaliese Spencer JAM Jamaica                                                | 53s66     |
| 3000 metros com obstáculos detalhes | Habiba Ghribi TUN Tunísia                                                                                          | 9m08s37   | Sofia Assefa ETH Etiópia | 9m09s84   | Milcah Chemos Cheywa KEN Quênia                                            | 9m09s88   |
| 20 km marcha atlética detalhes      | Qieyang Shijie CHN China                                                                                           | 1h25m16   | Liu Hong CHN China | 1h26m00   | Lü Xiuzhi CHN China                                                        | 1h27m10   |
| Maratona detalhes                   | Tiki Gelana ETH Etiópia                                                                                            | 2h23m07s  | Priscah Jeptoo KEN Quênia | 2h23m12s  | Tatyana Arkhipova RUS Rússia                                               | 2h23m29s  |
| Salto em distância detalhes         | Brittney Reese USA Estados Unidos                                                                                  | 7,12 m    | Yelena Sokolova RUS Rússia | 7,07 m    | Janay DeLoach USA Estados Unidos                                           | 6,89 m    |
| Salto triplo detalhes               | Olga Rypakova KAZ Cazaquistão                                                                                      | 14,98 m   | Caterine Ibargüen COL Colômbia | 14,80 m   | Olha Saladukha UKR Ucrânia                                                 | 14,79 m   |
| Salto em altura detalhes            | Anna Chicherova RUS Rússia                                                                                         | 2,05 m    | Brigetta Barrett USA Estados Unidos | 2,03 m    | Ruth Beitia ESP Espanha                                                    | 2,00 m    |
| Salto com vara detalhes             | Jennifer Suhr USA Estados Unidos                                                                                   | 4,75 m    | Yarisley Silva CUB Cuba | 4,75 m    | Yelena Isinbayeva RUS Rússia                                               | 4,70 m    |
| Arremesso de peso detalhes          | Valerie Adams NZL Nova Zelândia                                                                                    | 20,70 m   | Gong Lijiao CHN China | 20,22 m   | Li Ling CHN China                                                          | 19,63 m   |
| Lançamento de disco detalhes        | Sandra Perković CRO Croácia                                                                                        | 69,11 m   | Li Yanfeng CHN China | 67,22 m   | Yarelys Barrios CUB Cuba                                                   | 66,38 m   |
| Lançamento de dardo detalhes        | Barbora Špotáková CZE República Checa                                                                              | 69,55 m   | Christina Obergföll GER Alemanha | 65,16 m   | Linda Stahl GER Alemanha                                                   | 64,91 m   |
| Lançamento de martelo detalhes      | Anita Włodarczyk POL Polônia                                                                                       | 77,60 m   | Betty Heidler GER Alemanha | 77,12 m   | Zhang Wenxiu CHN China                                                     | 76,34 m   |
| Heptatlo detalhes                   | Jessica Ennis GBR Grã-Bretanha                                                                                     | 6955 pts. | Lilli Schwarzkopf GER Alemanha | 6649 pts. | Austra Skujytė LTU Lituânia                                                | 6599 pts. |

* Participaram apenas das eliminatórias, mas receberam medalhas.

## Doping

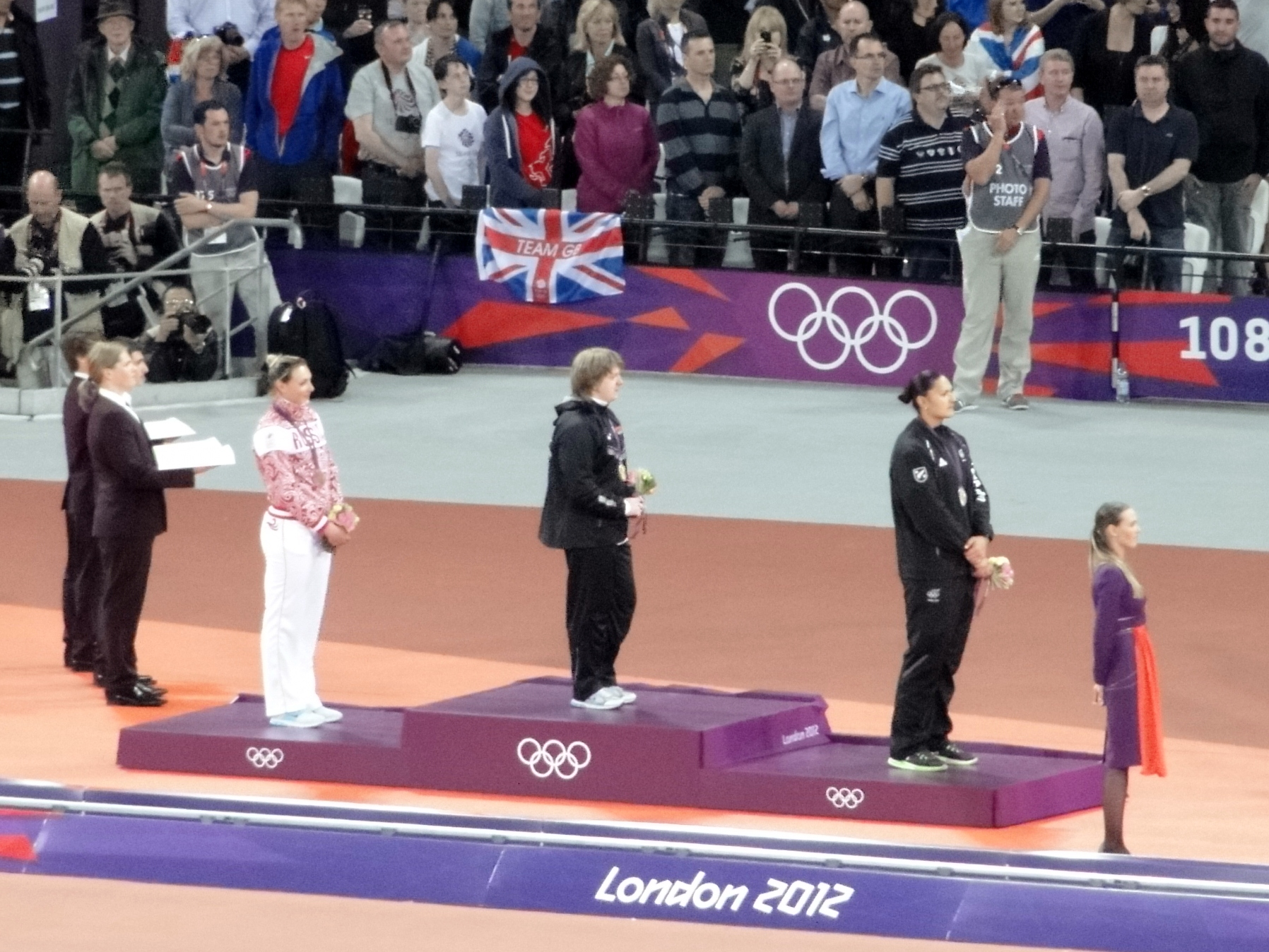
Nadzeya Ostapchuk (centro) e Yevgeniya Kolodko (esquerda) estiveram no pódio do arremesso de peso, mas foram posteriormente desclassificadas por casos de doping.

Nadzeya Ostapchuk, da Bielorrússia, originalmente ganhou a medalha de ouro no arremesso de peso feminino, mas foi desclassificada ainda durante os Jogos após testar positivo para a substância metenolona, considerada dopante. Em 20 de agosto de 2016 foi a vez da russa Yevgeniya Kolodko ser desclassificada do segundo lugar (originalmente havia sido a terceiro colocada) na mesma prova após ser pega na reanálise de seu teste antidoping por uso de turinabol e ipamorelin.
Em abril de 2013, a russa Darya Pishchalnikova, que originalmente ganhou a medalha de prata no arremesso de disco feminino, foi desclassificada após testar positivo para a substância oxandrolona, considerada dopante.
Flagrado no antidoping em 2013, o estadunidense Tyson Gay teve todos os seus resultados anulados no período de um ano, começando em julho de 2012, por conta do uso de esteroides. Como consequência, a equipe dos Estados Unidos, medalhista de prata no revezamento 4x100 metros masculino, foi desclassificada pelo Comitê Olímpico Internacional em maio de 2015.
Yuliya Zaripova, da Rússia, teve sua medalha de ouro cassada nos 3000 metros com obstáculos feminino por dopagem de sangue em janeiro de 2015. Habiba Ghribi, da Tunísia, herdou a primeira colocação, seguida da etíope Sofia Assefa na segunda colocação e da queniana Milcah Chemos Cheywa, elevada a medalhista de bronze.
Em 24 de março de 2016, o Tribunal Arbitral do Esporte anunciou que todos os resultados obtidos pelo russo Sergey Kirdyapkin entre agosto de 2009 e outubro de 2012 seriam anulados devido a violações da Agência Antidoping Russa (RUSADA). Como consequência as medalhas na marcha atlética de 50 km masculino foram redistribuídas ao australiano Jared Tallent (ouro), ao chinês Si Tianfeng (prata) e ao irlandês Robert Heffernan (bronze), respectivamente.
Outra russa, a lançadora de martelo Tatyana Lysenko foi desclassificada da sua prova em 11 de outubro de 2016 e perdeu a medalha de ouro e, consequentemente o recorde olímpico, após a reanálise do seu teste antidoping acusar o uso de turinabol. Em 1 de fevereiro de 2017 a equipe formada por Yulia Gushchina, Antonina Krivoshapka, Tatyana Firova e Natalya Antyukh medalhista de prata no revezamento 4x400 metros feminino também foi desclassificada devido ao doping retroativo de Krivoshapka por uso turinabol.
No salto em altura, dois atletas russos foram desclassificados pelo Tribunal Arbitral do Esporte em 1 de fevereiro de 2019. Ivan Ukhov perdeu a medalha de ouro conquistada no evento masculino e Svetlana Shkolina o bronze obtido na rama feminina. As medalhas foram realocadas pelo COI em 12 de novembro de 2021.

## Quadro de medalhas

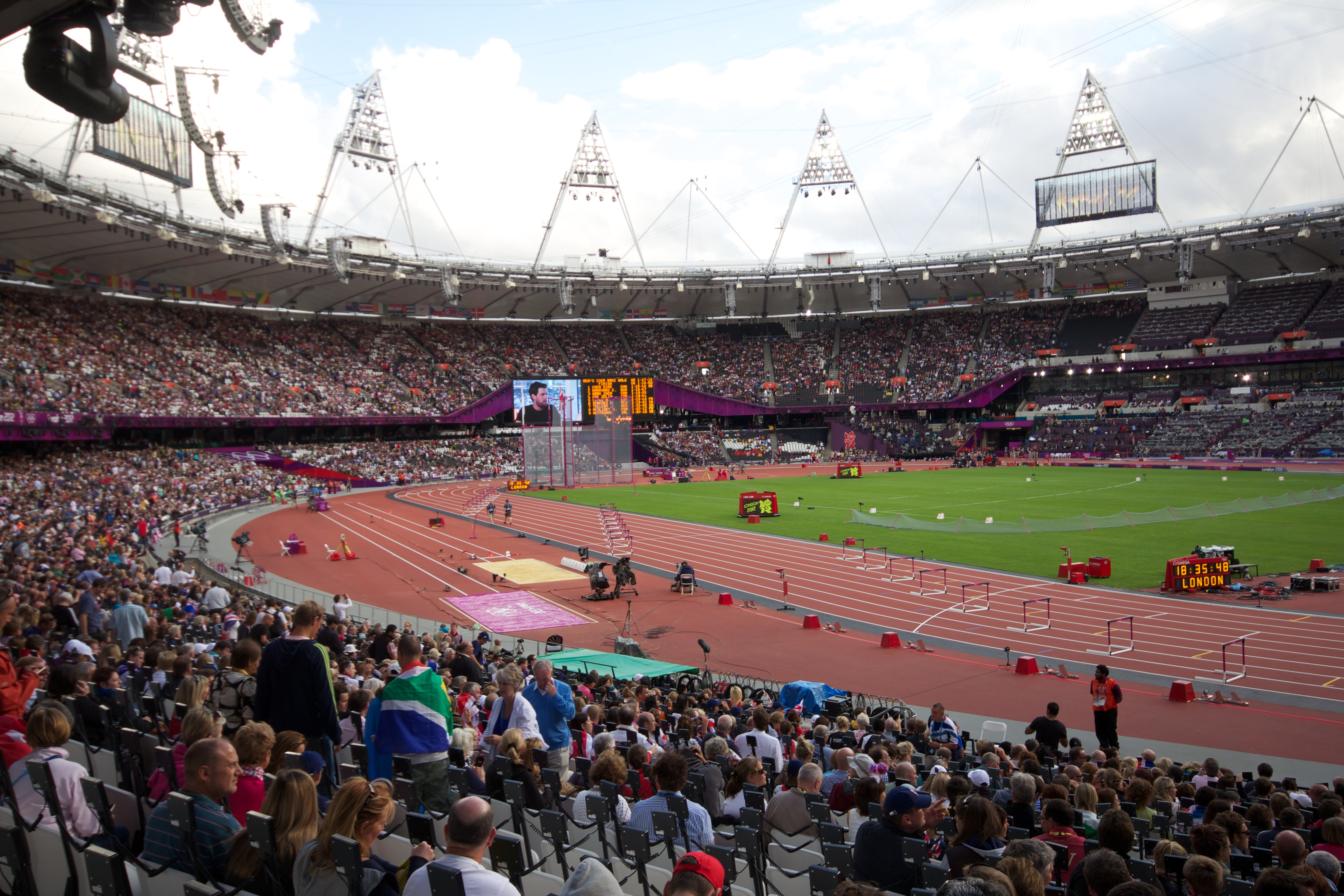
Estádio Olímpico de Londres, sede das competições de atletismo.

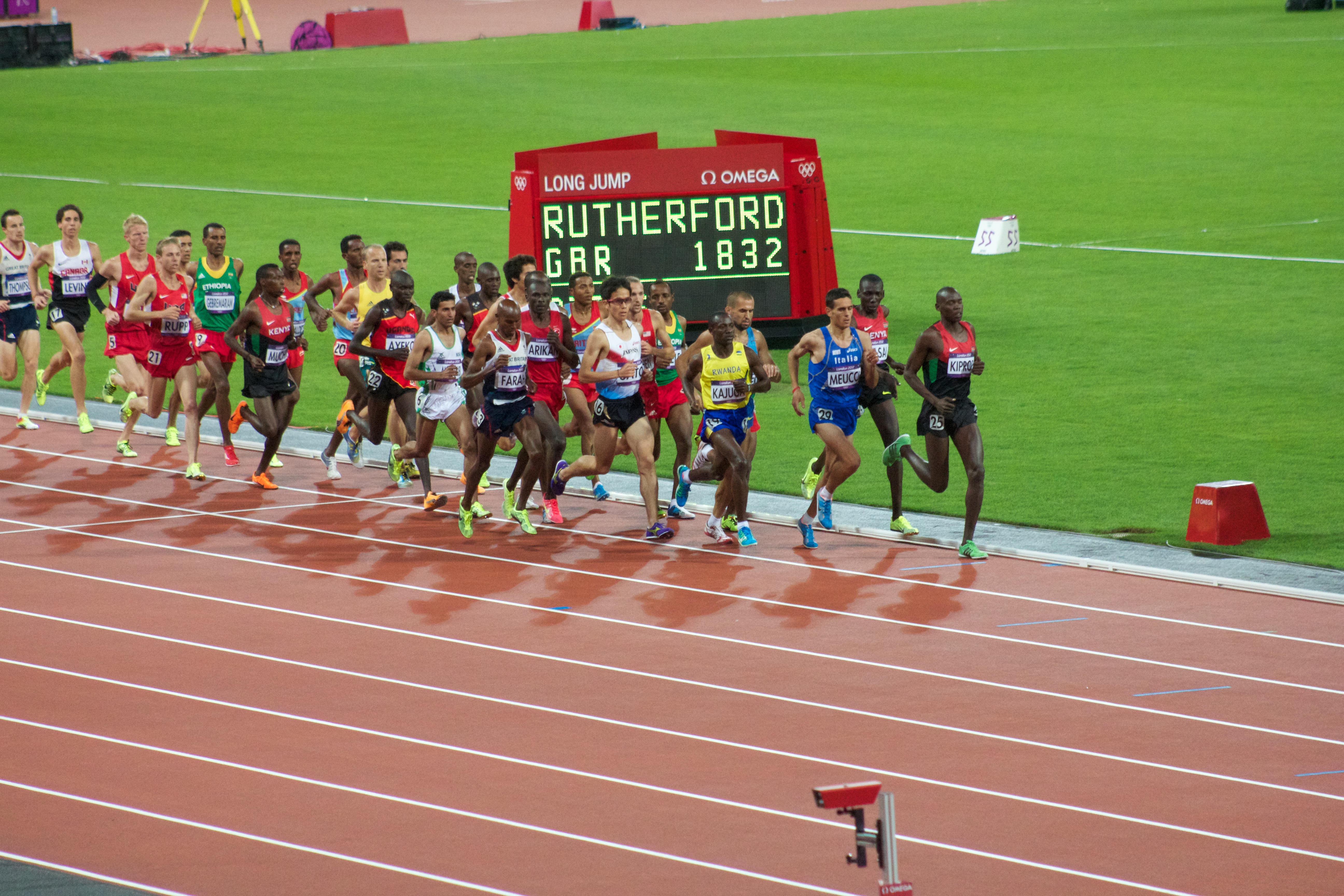
Final dos 10000 metros masculino.

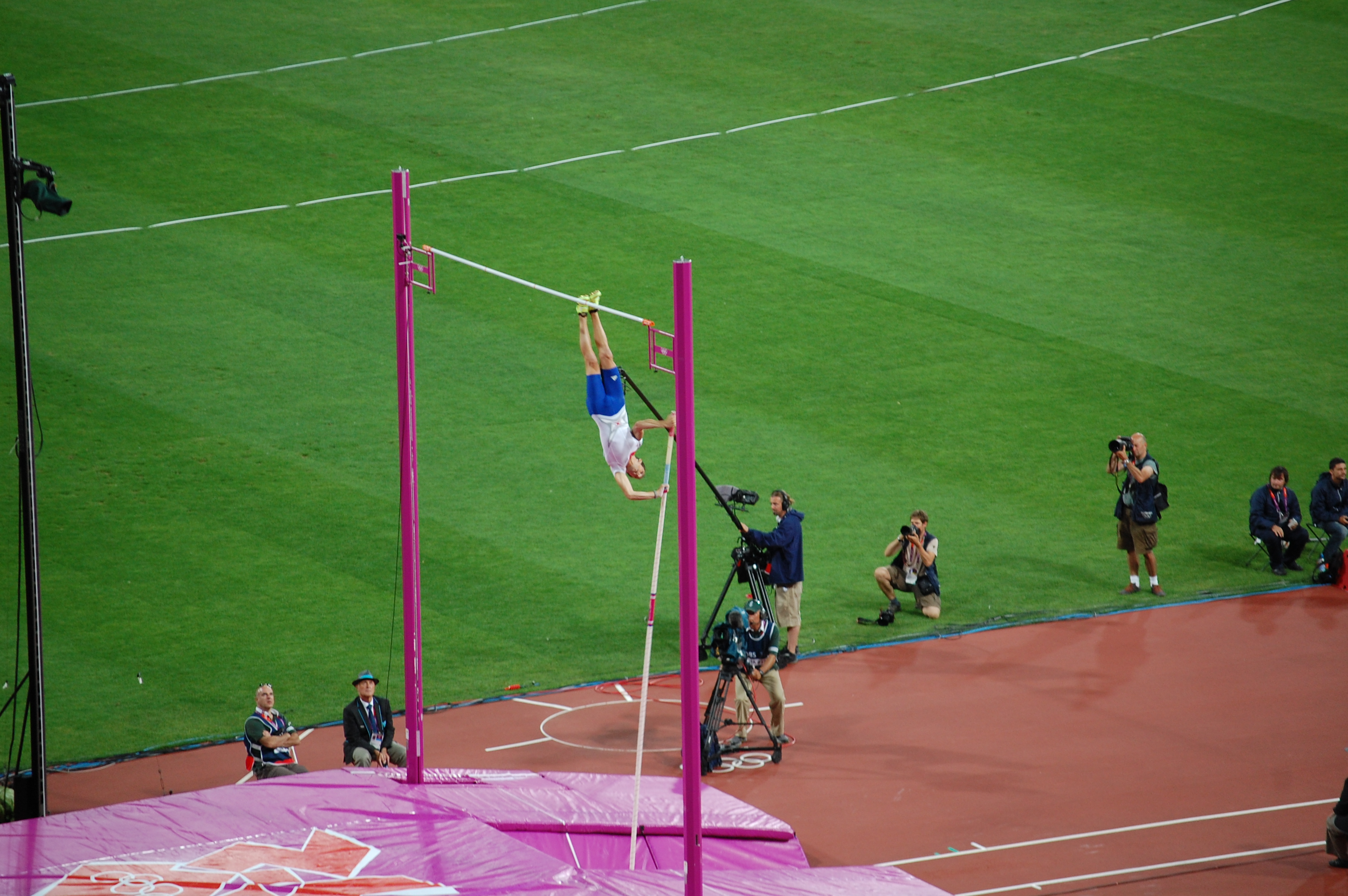
Renaud Lavillenie durante a final do salto com vara masculino.

| Ordem | País                     | Medalha de ouro | Medalha de prata | Medalha de bronze |     | Ordem por total |
| ----- | ------------------------ | --------------- | ---------------- | ----------------- | --- | --------------- |
| 1     | USA Estados Unidos       | 11              | 10               | 8                 | 29  | 1               |
| 2     | JAM Jamaica              | 4               | 5                | 4                 | 13  | 2               |
| 3     | GBR Grã-Bretanha         | 4               | 2                |                   | 6   | 7               |
| 5     | ETH Etiópia              | 3               | 3                | 2                 | 8   | 5               |
| 6     | KEN Quênia               | 2               | 4                | 7                 | 13  | 2               |
| 10    | CHN China                | 2               | 4                | 4                 | 10  | 4               |
| 7     | AUS Austrália            | 2               | 1                |                   | 3   | 10              |
| 8     | POL Polônia              | 2               |                  |                   | 2   | 15              |
| 9     | GER Alemanha             | 1               | 5                | 2                 | 8   | 5               |
| 4     | RUS Rússia               | 1               | 2                | 2                 | 5   | 8               |
| 11    | TRI Trinidad e Tobago    | 1               | 1                | 2                 | 4   | 9               |
| 12    | FRA França               | 1               | 1                | 1                 | 3   | 10              |
| 14    | CZE República Checa      | 1               | 1                | 1                 | 3   | 10              |
| 13    | DOM República Dominicana | 1               | 1                |                   | 2   | 15              |
| 15    | RSA África do Sul        |                 | 1                |                   | 1   | 17              |
|       | ALG Argélia              | 1               |                  |                   | 1   | 17              |
|       | BAH Bahamas              | 1               |                  |                   | 1   | 17              |
|       | BRN Bahrein              |                 |                  | 1                 | 1   | 17              |
|       | KAZ Cazaquistão          | 1               |                  |                   | 1   | 17              |
|       | CRO Croácia              | 1               |                  |                   | 1   | 17              |
|       | GRN Granada              | 1               |                  |                   | 1   | 17              |
|       | HUN Hungria              | 1               |                  |                   | 1   | 17              |
|       | NZL Nova Zelândia        | 1               |                  |                   | 1   | 17              |
|       | TUN Tunísia              | 1               |                  |                   | 1   | 17              |
|       | UGA Uganda               | 1               |                  |                   | 1   | 17              |
| 26    | CUB Cuba                 |                 | 1                | 2                 | 3   | 10              |
| 27    | BOT Botsuana             |                 | 1                |                   | 1   | 17              |
|       | CAN Canadá               |                 | 1                |                   | 1   | 17              |
|       | QAT Catar                |                 | 1                |                   | 1   | 17              |
|       | COL Colômbia             |                 | 1                |                   | 1   | 17              |
|       | SLO Eslovênia            |                 | 1                |                   | 1   | 17              |
|       | FIN Finlândia            |                 |                  | 1                 | 1   | 17              |
|       | GUA Guatemala            |                 | 1                |                   | 1   | 17              |
|       | IRI Irã                  |                 | 1                |                   | 1   | 17              |
| 35    | UKR Ucrânia              |                 |                  | 3                 | 3   | 10              |
| 36    | ESP Espanha              |                 |                  | 1                 | 1   | 17              |
|       | EST Estônia              |                 |                  | 1                 | 1   | 17              |
|       | IRL Irlanda              |                 |                  | 1                 | 1   | 17              |
|       | ITA Itália               |                 |                  | 1                 | 1   | 17              |
|       | JPN Japão                |                 |                  | 1                 | 1   | 17              |
|       | LTU Lituânia             |                 |                  | 1                 | 1   | 17              |
|       | MAR Marrocos             |                 |                  | 1                 | 1   | 17              |
|       | PUR Porto Rico           |                 |                  | 1                 | 1   | 17              |
| TOTAL | TOTAL                    | 47              | 49               | 46                | 142 | —               |